# Lena (Spagna)
Lena (Ḷḷena in asturiano) è un comune spagnolo di 13 573 abitanti situato nella comunità autonoma delle Asturie.

## Monumenti e luoghi d'interesse
Di particolare interesse architettonico nella città è la chiesa di santa Cristina.